# Hypsacantha crucimaculata
Genre
Espèce
Synonymes
- Gasteracantha crucimaculata Dahl, 1914

Hypsacantha crucimaculata, unique représentant du genre Hypsacantha, est une espèce d'araignées aranéomorphes de la famille des Araneidae.

## Distribution
Cette espèce se rencontre en Afrique du Sud, au Mozambique, au Zimbabwe, en Tanzanie, au Congo-Kinshasa et en Centrafrique.

## Description
La femelle holotype mesure 5 mm.
Les mâles mesurent de 3 à 5 mm et les femelles de 6 à 7 mm.

## Systématique et taxinomie
Cette espèce a été décrite sous le protonyme Gasteracantha crucimaculata par Dahl en 1914. Elle est placée dans le genre Isoxya par Benoit en 1962 puis placée dans le genre Hypsacantha par Emerit en 1974.
Ce genre a été décrit par Dahl en 1914 comme un sous-genre de Gasteracantha. Il est élevé au rang de genre par Emerit en 1973.

## Publication originale
- Dahl, 1914 : « Die Gasteracanthen des Berliner Zoologischen Museums und deren geographische Verbreitung. » Mitteilungen aus dem Zoologischen Museum in Berlin, vol. 7, p. 235-301 (texte intégral).